# Magnolia obovalifolia
Magnolia obovalifolia là một loài thực vật có hoa trong họ Magnoliaceae. Loài này được (C.Y.Wu & Y.W.Law) V.S.Kumar mô tả khoa học đầu tiên năm 2006.